# Charlie Persip
Charles Lawrence Persip (* 26. Juli 1929 in Morristown, New Jersey; † 23. August 2020) war ein US-amerikanischer Jazzmusiker (Schlagzeug).

## Leben und Werk
Persip nahm Unterricht bei Pearl Brackett, spielte in New Jersey bei Billy Ford und studierte später an der Juilliard School. In Atlantic City und in New York City spielte er mit Tadd Dameron, Clifford Brown und Benny Golson sowie in den Big Bands von Dizzy Gillespie und Harry James. Zwischen 1953 und 1958 arbeitete er für Dizzy Gillespie, mit dem er auch auf Tournee durch Europa, den Nahen Osten und Südamerika ging, aber auch für Hal McKusick. Anschließend spielte er mit Zoot Sims, Phil Woods, Harry Edison (1958/59), Harry James, Quincy Jones, Hank Mobley, George Russell, Dinah Washington, Don Ellis und Gil Evans, hatte aber seit 1959 auch seine erste eigene Band, die Jazz Statesmen. Er spielte eigene Alben mit Freddie Hubbard und Ron Carter ein.
Zunehmend war Persip als Schlagzeuglehrer und Leiter von Clinics tätig, arbeitete aber auch mit Cannonball Adderley, Archie Shepp, Sam Rivers, Rahsaan Roland Kirk, Mary Lou Williams und Gene Ammons. Zwischen 1966 und 1973 war er musikalischer Leiter der Band von Billy Eckstine, anschließend für die New York Jazz Repertory Company tätig. Er war auch an Einspielungen von Musikern wie Curtis Fuller, Big Joe Turner, Jerome Richardson, Joe Albany, Ray Charles, Mal Waldron, Randy Weston, Sonny Rollins, Frank Foster, Mary Osborne, Craig Harris, Larry Ridley und Kenny Burrell beteiligt.
In den 1980er-Jahren leitete Persip die Bigband-Formation Charli Persip and Superband , mit der er zwei Alben für Soul Note vorlegte. Im folgenden Jahrzehnt arbeitete er weiterhin mit Musikern wie Ernie Wilkins, Randy Weston, Reggie Workman, Bubba Brooks, Sherman Irby, Doc Jones und Makanda Ken McIntyre. Im Bereich des Jazz war er laut Tom Lord zwischen 1953 und 2005 an 240 Aufnahmesessions beteiligt, zuletzt mit der Sängerin Hisayo Tominaga.
Persip, der an der New York New School unterrichtete, gab 1987 das Lehrbuch „How Not To Play Drums“ heraus. Sein Interesse als Schlagzeuger war besonders darauf gerichtet, das Hardbop-Gefühl der kleinen Combos auf den Bigband-Kontext zu übertragen.

## Diskografische Hinweise

### Bandleader
- 1960: Charlie Persip & the Jazz Statesmen (Bethlehem)
- 1980: Charlie Persip/Gerry LaFurn: Superband (Stash)
- 1984: In Case You Missed It (Soul Note)
- 1987: No Dummies Allowed (Soul Note)
- 2008: Charli Persip & Supersound: Intrinsic Evolution[3]

### Kollaborative Aufnahmen
- 1980: Art Blakey, Charlie Persip, Elvin Jones, Philly Joe Jones: Gretsch Drum Night at Birdland (Roulette)
- 1981: Art Blakey, Charlie Persip, Elvin Jones, Philly Joe Jones: Gretsch Drum Night at Birdland, Vol. 2 (Rhino/Warner)

### Begleitmusiker
- 1956: Quincy Jones: This Is How I Feel About Jazz (ABC-Paramount, 1957)
- 1957: Howard Rumsey Presents Conte Candoli & Lee Morgan: Double or Nothin’ (Liberty Records)
- 1961: The Johnny Coles Quartet: The Warm Sound (Epic BA-17015)
- 1961: Cannonball Adderley & His Orchestra: African Waltz (Riverside)

mit Hank Mobley
- 1953: Newark 1953 (Uptown, 2012)
- 1956: Hank Mobley Sextet (Blue Note, 1957)
- 1958: Peckin' Time (Blue Note, 1959)

mit Lee Morgan
- 1956: Lee Morgan Sextet (Blue Note, 1957)
- 1957: Dizzy Atmosphere (Specialty)
- 1957: Lee Morgan Vol. 3 (Blue Note)

## Filmografie
- Geheimwaffe Jazz, Regie: Hugo Berkeley, USA 2017. Mit Dizzy Gillespie und Quincy Jones auf Propaganda-Tour in Europa und Asien.

## Lexikalischer Eintrag
- Martin Kunzler: Jazz-Lexikon. Band 2: M–Z (= rororo-Sachbuch. Bd. 16513). 2. Auflage. Rowohlt, Reinbek bei Hamburg 2004, ISBN 3-499-16513-9.
- Richard Cook, Brian Morton: The Penguin Guide of Jazz on CD. 6. Auflage. Penguin, London 2002, ISBN 0-14-051521-6.